# Heriades paganensis
Heriades paganensis is een vliesvleugelig insect uit de familie Megachilidae. De wetenschappelijke naam van de soort is voor het eerst geldig gepubliceerd in 1942 door Yasumatsu.